# I evighet
I evighet, skriven av Torhild Nigar 1991 och sjungen 1996 av Elisabeth Andreassen i norskspråkig och svenskspråkig version, var i norskspråkig version det bidrag som Elisabeth Andreassen framförde i Norsk Melodi Grand Prix 1996. där bidraget segrade och kom tvåa i Eurovision Song Contest 1996. Den svenskspråkiga texten skrevs ihop av Thorhild Nigar, Elisabeth Andreassen och Åsa Jinder.
Sången utkom 1996 också i engelskspråkig version, där den heter Eternity. Singeln innehöll sången i norskspråkig, engelskspråkig, svenskspråkig och instrumental version.  Singeln låg även på hitlistorna i Israel under 1996. 
Fastän sången egentligen är en kärleksballad fick den 1998 en specialskriven, och mer "sportaktig", text på tyska, Wir sind dabei, då det tyska sportförbundet firade 100-årskalas. Det tyska sportförbundet gjorde "Wir sind dabei" till den officiella hymnen i samband med detta jubileum, som firades i München i Bayern, Tyskland. Arrangemanget varade i tio dagar, och Elisabeth Andreassen sjöng sången på många olika språks versioner. Hon sjöng till exempel från Münchens borgmästares balkong i stadens rådhus och på Münchens Olympiastadion. 

## Övrigt
- Torhild Nigar, sångens kompositör, släppte 1994 sitt debutalbum "Stille vann", och det var först tänkt att "I evighet" skulle vara med bland sångerna på det albumet. Det blev dock aldrig. Sången var därför nära att bli diskad eftersom låten fanns utgiven på kassett i USA men EBU kunde inte hitta några tecken på att sången använts i något kommersiellt sammanhang före tävlingen 1996 och därför blev det "grönt ljus". [2]

## Listplaceringar
| Lista (1996) | Topplacering |
| ------------ | ------------ |
| Norge        | 13           |

### Fotnoter
1. ↑  ”Elisabeth Andreassen fansite”. http://www.hemsida.net/bettan/Diskografi/Singlar/eternitysingelcd96sv.html. Läst 22 april 2011.
2. 1 2 3  ”Elisabeth Andreassen fansite”. Arkiverad från originalet den 11 november 2013. https://web.archive.org/web/20131111230922/http://www.elisabethandreassen-fansite.com/Biografi/lathistorik.html. Läst 22 april 2011.
3. ↑  ”Listplacering”. http://norwegiancharts.com/showitem.asp?interpret=Elisabeth+Andreasson&titel=I+evighet&cat=s. Läst 22 april 2011.